# Press Start 2 Continue
Press Start 2 Continue é um filme independente norte-americano, do gênero comédia, dirigido por Ed Glaser. Lançado em 2011, é a sequência de Press Start e foi estrelado por Joshua Stafford, Al Morrison, Peter A. Davis e Jenny Nelson.

## Repercussão
O contribuinte do website IGN, Matt Fowler, considerou uma produção moderadamente engraçada, que tem mais sucesso do que falhas. De acordo com Fowler, o filme segue as características da franquia ao se direcionar para os jogadores de todos os gêneros de videogames. Numa linha de raciocínio semelhante, o jornal The News-Gazette chamou o filme de "uma carta de amor para videogames e seus jogadores, combinando o melhor dos filmes B com uma elegante animação gráfica e um roteiro inteligente.